# Filmographie sur la guerre d'Indochine
En comparaison avec la guerre d'Algérie, ou la guerre du Viêt Nam, la guerre d'Indochine (1946-1954) est faiblement représentée à l'écran frontalement dans le cinéma de fiction. Dans ce  corpus filmique réduit, deux cinéastes anciens combattants (Pierre Schoendoerffer et Claude-Bernard Aubert) ont pris une part prépondérante dans la représentation du sujet historique au sein du cinéma français. 

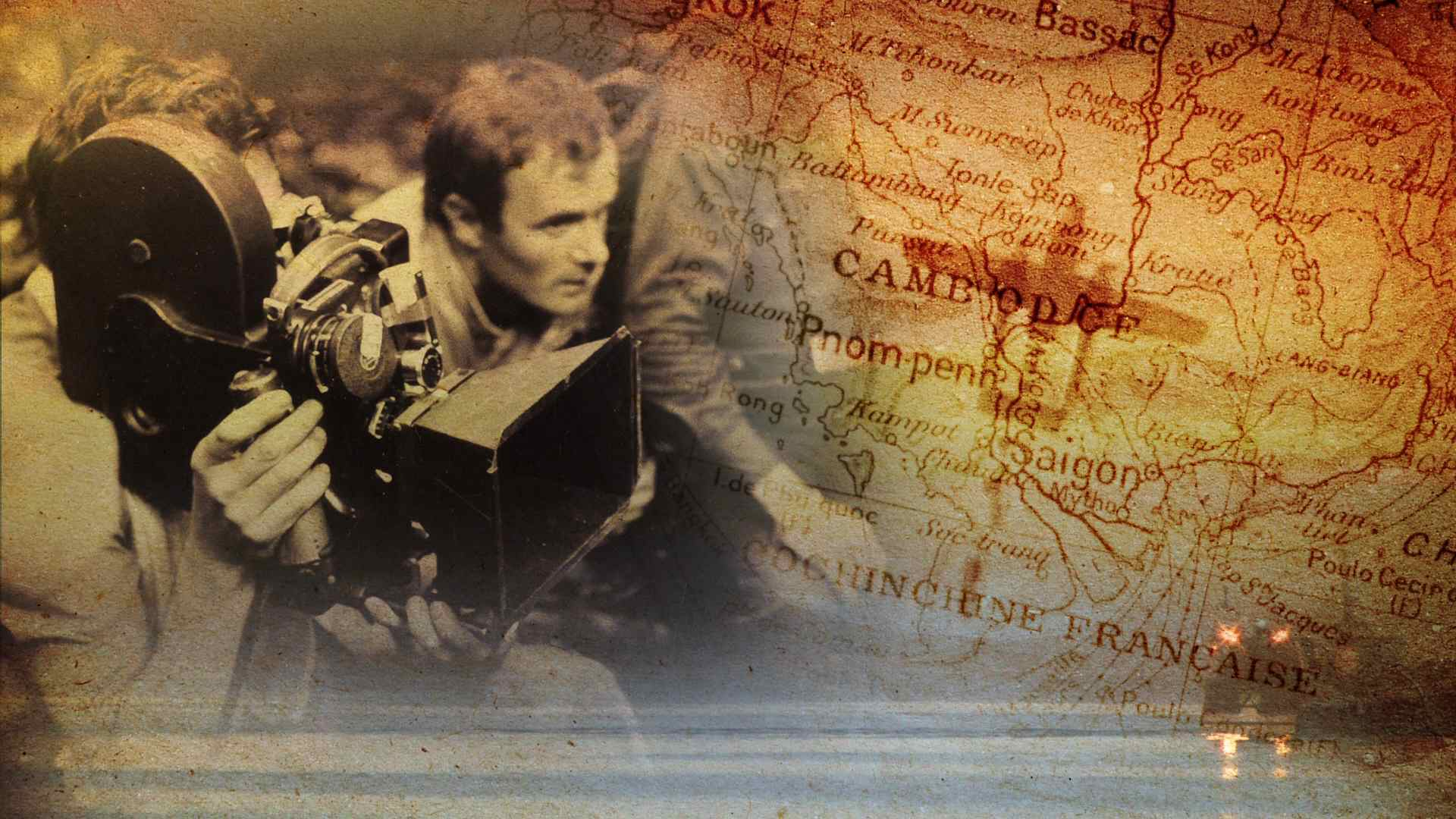
Visuel issu du documentaire de Raphaël Millet Pierre Schoendoerffer, la sentinelle de la mémoire

Pour Benjamin Stora, en s'appuyant en particulier sur La 317e section de Pierre Schoendorffer, "ce n’est pas la rareté des images à propos de l’Indochine qui pose un problème, mais le sens des images. A chaque fois, une patrouille isolée, coupée de tout, de l’arrière et du front lui-même, symbolise le drame indochinois". Après quelques films distribués à la fin du conflit, il faut attendre presque trente ans, en 1992, pour le voir de nouveau abordé dans deux grosses productions française (Indochine et Diên Biên Phu).
Selon Delphine Robic-Diaz, la guerre d'Indochine, même furtivement, traverse cependant le cinéma français au travers de plusieurs évocations ou incarnations : "Si les allusions sont donc constantes depuis plus d’un demi-siècle, le sujet reste pour autant aussi marginal que la majorité des personnages qui l’incarnent.".
Aux Etats-Unis, Samuel Fuller et Joseph L. Mankiewicz ont également abordé ce contexte dans les années 50 et du côté de l'Europe de l'Est les films Le Bataillon Noir et Dschungelzeit.

## Filmographie partielle

### Cinéma

#### Allemagne de l'Est
- 1958 : Geschwader Fledermaus d'Erich Engel
- 1988 : Dschungelzeit de Jörg Foth et Tran Vu (ru)

#### États-Unis
- 1952 : A Yank in Indo-China (en) de Wallace Grissell
- 1955 : L'Enfer de Diên Biên Phu (Jump Into Hell) de David Butler
- 1957 : Porte de Chine (China Gate) de Samuel Fuller
- 1958 : Un Américain bien tranquille (The Quiet American) de Joseph L. Mankiewicz
- 2002 : Un américain bien tranquille (The Quiet American) de Philip Noyce

#### France
- 1953 : D'autres sont seuls au monde de Raymond Vogel
- 1955 : Le Rendez-vous des quais de Paul Carpita
- 1957 : Mort en fraude de Marcel Camus
- 1957 : Patrouille de choc de Claude Bernard-Aubert
- 1957 : La Rivière des trois jonques d'André Pergament
- 1963 : Fort du fou de Léo Joannon
- 1964 : Les Parias de la gloire d'Henri Decoin
- 1964 : La 317e Section de Pierre Schoendoerffer
- 1966 : Le facteur s'en va-t-en guerre de Claude Bernard-Aubert
- 1980 : Charlie Bravo de Claude Bernard-Aubert
- 1983 : Poussière d'empire de Lam Lê
- 1992 : Indochine de Régis Wargnier
- 1992 : Diên Biên Phu de Pierre Schoendoerffer
- 2011 : Saïgon, l'été de nos 20 ans de Philippe Venault
- 2014 : Soldat blanc d'Érick Zonca (téléfilm)
- 2017 : Ciel rouge d'Olivier Lorelle
- 2018 : Les Confins du monde de Guillaume Nicloux
- 2023 : Les Derniers Hommes de David Oelhoffen

#### Pologne
- 1954 : Opowieść atlantycka (pl) de Wanda Jakubowska

#### Tchécoslovaquie
- 1958 : Le Bataillon noir (Černý prapor) de Vladimír Čech

#### Union soviétique
- 1987 : L'Incantation de la vallée des serpents[3] de Marek Piestrak
- 1990 : Popugaj, govorjaŝij na idiš (ru) d'Efraim Sevela (ru)[4]

#### Viêt Nam
- 1956 : Chúng tôi muốn sống (vi) de Vĩnh Noãn et Manuel Conde (tl)
- 1962 : Chị Tư Hậu (vi) de Pham Ky Nam
- 1962 : Con chim vành khuyên (ru) de Nguyen Van Thong et Tran Vu (ru)
- 1963 : Vợ chồng A-Phủ (ru) de Loc Mai
- 1964 : Người Chiến Sĩ Trẻ[5] de Hai Ninh et Duc Hinh Nguyen
- 1997 : Hanoï, l’hiver de l’année 46 (vi) (Hà Nội mùa đông năm 46) de Đặng Nhật Minh
- 2004 : Ký ức Điện Biên (vi) de Đỗ Minh Tuấn (vi)
- 2006 : Áo lụa Hà Đông de Lưu Huỳnh (vi)
- 2014 : Sống cùng lịch sử (vi) de Thanh Vân Nguyễn